# サム・M・ルイス
サム・M・ルイス（Sam M. Lewis、1885年10月25日 - 1959年11月22日）は、アメリカ合衆国の歌手、作詞家。

## 経歴
ルイスは、サミュエル・M・レヴィン (Samuel M. Levine) として、ニューヨーク市に生まれた。ニューヨークのあちこちのカフェで歌うことからキャリアを起こし、1912年には、作詞を始めた。彼は多数の歌詞を書いたが、特にジョー・ヤングと組んで数多くの作品を共作したほか、フレッド・アーラート、ウォルター・ドナルドソン、バート・グラント、ハリー・ウォーレン、ジーン・シュワルツ、テッド・フィオ・リト、ジョン・フレデリック・クーツ、レイ・ヘンダーソン、ヴィクター・ヤング、ピーター・デローズ、ハリー・アクスト、モーリス・エイブラハムズ (Maurice Abrahams) らとも組んで楽曲を作った。ブロードウェイでも、 『Squibs Wins the Calcutta Sweep』、『The Singing Fool』、『Wolf Song』、『Spring is Here』などのミュージカル作品にも関わった。 彼が書いた曲は、『ビッグ・フィッシュ』（2003年）や『ペリカン文書』（1993年）など、後の映画にも用いられている。サム・ルイスは、1914年に米国作曲家作詞家出版者協会 (ASCAP) が設立された際の創設メンバーのひとりであり、後にはソングライターの殿堂入りを果たしている。彼は、ニューヨークで死去した。

## おもな作品
- ダイナ ("Dinah")
- "Don't Cry Frenchy, Don't Cry
- "For All We Know"
- 暗い日曜日 ("Gloomy Sunday (English version)")
- "Has Anybody Seen My Gal?"
- "How Ya Gonna Keep 'em Down on the Farm (After They've Seen Paree)?"
- "I'm Sitting on Top of the World"
- "In a Little Spanish Town"
- "Just Friends"
- "Laugh, Clown, Laugh"
- "Rock-a-Bye Your Baby with a Dixie Melody"
- "Street of Dreams"